# Keiko Mizukoshi
Keiko Mizukoshi (水越けいこ, Mizukoshi Keiko, née le 4 février 1954 au Japon) est une chanteuse japonaise, qui a sorti une trentaine de singles, une vingtaine d'albums originaux et une dizaine de compilations depuis ses débuts en 1978.

## Liens
- (ja) Site officiel